# Brachythecium intricatum
Brachythecium intricatum là một loài Rêu trong họ Brachytheciaceae. Loài này được (Schreb. ex Hedw.) Kindb. mô tả khoa học đầu tiên năm 1894.